# Mburuvicha
Mburuvicha Scioscia, 1993 è un genere di ragni appartenente alla famiglia Salticidae.

## Etimologia
Il nome deriva dal termine guaraní mburuvicha, che significa capo.

## Distribuzione
L'unica specie oggi attribuita a questo genere è endemica dell'Argentina.

## Tassonomia
A maggio 2010, si compone di una sola specie:
- Mburuvicha galianoae Scioscia, 1993[2] — Argentina